# Fealofani Bruun
Fealofani Bruun   (c. 1983) és una navegant que va ser la primera dona Samoana en qualificar-se com a Patró de iot.
Navega i capitaneja el Gaualofa, una canoa de doble casc construïda per Okeanos Foundation for the Sea per la Samoa Voyaging Society (Aiga Folau o Samoa) per preservar les tradicions dels navegants polinesis.
El 2018 va aparèixer a la llista de la 100 Women BBC.